# 余燾
余燾（?—?），字叔宜，號照堂，貴州省平越直隸州餘慶縣人，清政治人物、進士出身。
光緒三年（1877年）丁丑科進士，三甲一百六十九名，后改官貴陽府學教授。